# Write About Love
"Write About Love "는 벨 & 세바스찬의 2010년 앨범 Belle & Sebastian Write About Love의 리드 싱글이자 타이틀 곡이다. 2010년 9월 7일 미국에서 발매하였고, 2010년 10월 25일에 영국과 전세계에 발매했다. 이 곡은 또한 벨 & 세바스찬의 홈페이지에서 한정 시간 동안 무료 다운로드로서 배포되기도 하였다. 배우 캐리 멀리건이 보컬로서 피쳐링을 했다.